# Formigueiro-de-roraima
Formigueiro-do-roraima ou formigueiro-de-roraima (nome científico: Myrmelastes saturatus) é uma espécie de ave pertencente à família dos tamnofilídeos. Ocorre no Brasil, Venezuela e Guiana.
Seu nome popular em língua inglesa é "Roraiman antbird".